# Patrick Palacios
Patrick Oneal Palacios Martínez (Tegucigalpa, Francisco Morazán, Honduras; 29 de enero de 2000) es un futbolista hondureño. Juega como mediocampista y su actual club es el Juticalpa F.C. de la Liga de Ascenso de Honduras.

## Clubes
| Club              | País       | Año       |
| ----------------- | ---------- | --------- |
| Real España       | Honduras   | 2017-2018 |
| Tela (cesión)     | Honduras   | 2018      |
| Real España       | Honduras   | 2019-2021 |
| Honduras Progreso | Honduras   | 2021      |
| Jicaral           | Costa Rica | 2022      |
| Atlético Júnior   | Honduras   | 2023      |
| Juticalpa FC      | Honduras   | 2024-Act. |

## Palmarés

### Campeonatos nacionales
| Título          | Club        | País     | Año  |
| --------------- | ----------- | -------- | ---- |
| Torneo Apertura | Real España | Honduras | 2017 |